# Jim Craig (calciatore 1943)
James Philip Craig, detto Jim (Glasgow, 30 marzo 1943), è un ex calciatore scozzese, di ruolo difensore.

## Palmarès

### Giocatore

#### Competizioni nazionali
- Campionato scozzese: 6

Celtic: 1965-1966, 1966-1967, 1967-1968, 1968-1969, 1969-1970, 1971-1972
- Coppa di Scozia: 4

Celtic: 1966-1967, 1968-1969, 1970-1971, 1971-1972
- Coppa di Lega scozzese: 5

Celtic: 1965-1966, 1966-1967, 1967-1968, 1968-1969, 1969-1970

#### Competizioni internazionali
- Coppa dei Campioni: 1

1966-1967